# Mijricicea, Sudak
Mijricicea (în ucraineană Міжріччя) este localitatea de reședință a comunei Mijricicea din orașul regional Sudak, Republica Autonomă Crimeea, Ucraina.

## Demografie
Componența lingvistică a localității Mijricicea
     Rusă (79,22%)
     Tătară crimeeană (13,92%)
     Ucraineană (3,92%)
     Alte limbi (0,4%)
Conform recensământului din 2001, majoritatea populației localității Mijricicea era vorbitoare de rusă (79,22%), existând în minoritate și vorbitori de tătară crimeeană (13,92%) și ucraineană (3,92%).